# Пайґу
Пайґу 排鼓 (литаври) — ударний музичний інструмент, що отримав розвиток в середині минулого століття на основі низки популярних у народі[якому?] ударних музичних інструментів.
Пайґу складаються з 5-6 литавр різної величини і висоти звуку. Литаври фіксуються на особливій залізній підставці. З двох сторін одержуються різні звуки, крім того, на обох сторонах литавр є пристрої для налаштування звуку. Діапазон звуків може досягати чотирьох-п'яти октав. Завдяки різній висоті звуку, різноманітності тембру пайґу здатний створювати яскраві звукові ефекти. Пайґу ідеальний для виконання живих композицій, використовується як інструмент для ансамблю і входить до складу ударних оркестрів.